# آلبرتو دی کیارا
آلبرتو دی کیارا (به ایتالیایی: Alberto Di Chiara) بازیکن فوتبال و اهل ایتالیا است که از سال ۱۹۹۲ میلادی عضو تیم ملی فوتبال ایتالیا بوده و در ۷ بازی ملی حضور داشته‌است. او در بازی‌های ملی‌اش گلی به ثمر نرساند.
آلبرتو دی کیارا آخرین بازی ملی خود را در سال ۱۹۹۳ میلادی انجام داد.